# Język megrelski
Język megrelski (megrelski მარგალური ნინა, margaluri nina; gruz. მეგრული ენა, megruli ena) – język należący do rodziny kartwelskiej, którym posługują się Megrelowie mieszkający głównie w północno-zachodniej Gruzji. Znany też jako język iweryjski (gruz. iveriuli ena). Język ten wyodrębnił się jako ostatni z rodziny kartwelskiej.
W 1989 r. odnotowano, że ma 500 tys. użytkowników. Według danych z 2015 r. posługuje się nim 344 tys. osób w Gruzji.
W użyciu jest także język gruziński, który służy jako język literacki. Megrelski traci na znaczeniu u młodszych pokoleń. Ludność megrelska w Abchazji posługuje się też językiem abchaskim.
Bywa zapisywany pismem gruzińskim.

## Dystrybucja i status
Brak wiarygodnych danych dotyczących liczby rodzimych użytkowników języka megrelskiego, ale według szacunków wynosi ona 300–500 tys. Większość użytkowników mieszka w regionie Megrelia (inaczej Samegrelo, a dawniej Odiszi) w Gruzji, który obejmuje wzgórza Odiszi i Nizinę Kolchidy, od wybrzeża Morza Czarnego po Góry Swaneckie i rzekę Cchenisckali. Mniejsze enklawy megrelskie wytworzyły się w Abchazji, ale trwające tam niepokoje społeczne sprawiły, że wielu użytkowników megrelskiego przesiedliło się do innych regionów Gruzji. Społeczności posługujące się tym językiem zamieszkują dość zwarty obszar, co sprzyja zachowaniu przekazu międzypokoleniowego.
Megrelski jest zazwyczaj zapisywany alfabetem gruzińskim, ale nie istnieje standard języka pisanego; sam język jest też pozbawiony oficjalnego statusu. Wśród Megrelów powszechna jest dwujęzyczność. Megrelski służy jako środek kontaktów rodzinnych i nieformalnych, a język gruziński występuje w pozostałych sferach życia (podobną funkcję spełniają języki urzędowe innych krajów zamieszkałych przez ludność megrelską).

## Historia
Megrelski jest jednym z języków kartwelskich. Jest blisko spokrewniony z lazyjskim, a jego odrębność od lazyjskiego zaznaczyła się głównie w ciągu ostatnich 500 lat, po rozdzieleniu się ludności północnej (megrelskiej) i południowej (lazyjskiej) w wyniku najazdów tureckich. Jest jedynie daleko spokrewniony z gruzińskim (obie gałęzie rozdzieliły się w pierwszym tysiącleciu p.n.e. lub wcześniej), a jeszcze dalej spokrewniony ze swańskim, który miał wyodrębnić się w drugim tysiącleciu p.n.e. lub wcześniej. Megrelski jest wzajemnie zrozumiały tylko z lazyjskim.
Niektórzy lingwiści określają języki megrelski i lazyjski mianem języków zańskich. Niemniej język zański podzielił się na odmiany megrelską i lazyjską już we wczesnych czasach nowożytnych i obecnie nie jest w zwyczaju mówić o zjednoczonym języku zańskim.
Najstarsze zachowane teksty w języku megrelskim pochodzą z XIX wieku i są to głównie pozycje literatury etnograficznej. Najwcześniejsze badania nt. megrelskiego to m.in. analiza fonetyczna Aleksandre Cagareli (1880) oraz opracowania gramatyki Ioseba Kipszidze (1914) i Szalwy Beridze (1920). W okresie od 1930 do 1938 w języku megrelskim ukazywało się kilka gazet, takich jak Kazachiszi Gazeti, Komuna, Samargalosz Czai, Narazenisz Czai i Samargalosz Tutumi. W nowszych czasach nastąpiło pewne odrodzenie języka wraz z publikacją słownika megrelsko-gruzińskiego autorstwa Otara Kadżaii, słownika megrelsko-niemieckiego autorstwa Otara Kadżaii i Heinza Fähnricha oraz tomów wierszy Laszy Gacharii, Edema Izorii, Laszy Gwasalii, Guriego Otobaii, Giorgiego Siczinawy, Dżumbera Kukawy i Wachtanga Charczilawy. W języku megrelskim powstało czasopismo Skani, istnieje też megrelska edycja Wikipedii, a także zasób książek i czasopism wydawanych przez Świadków Jehowy.

## Słownictwo
- witam/cześć – gomordzgua (გომორძგუა)
- do widzenia – dzirapasza(ch) (ძირაფაშა(ხ))
- ja/ty/on/ona – ma/si/tina (მა/სი/თინა)
- tak – ko (ქო)
- nie – war(i) (ვარ(ი))

## Fonologia

### Samogłoski
Megrelski ma pięć samogłosek podstawowych a, e, i, o, u. Dialekt zugdidi-samurzaqanski ma szóstą, ə, która jest wynikiem redukcji i oraz u.
|                | Przednie | Centralna | Tylne       | Tylne   |
| niezaokrąglona | Przednie | Centralna | zaokrąglone |         |
| -------------- | -------- | --------- | ----------- | ------- |
| Przymknięte    | i [i] ი  |           |             | u [u] უ |
| Średnia        |          | (ə [ə]) ჷ |             |         |
| Półotwarte     | e [ɛ] ე  |           |             | o [ɔ] ო |
| Otwarta        |          |           | a [ɑ] ა     |         |

### Spółgłoski
Zasób spółgłosek w języku megrelskim praktycznie odpowiada zasobom języków lazyjskiego, gruzińskiego i swańskiego.
|                    |              | Dwuwargowe | Wargowo-zębowa | Dziąsłowe | Zadziąsłowe | Podniebienna | Miękkopodniebienne | Języczkowe | Krtaniowe |
| ------------------ | ------------ | ---------- | -------------- | --------- | ----------- | ------------ | ------------------ | ---------- | --------- |
| Nosowe             | Nosowe       | m [m] მ    |                | n [n] ნ   |             |              |                    |            |           |
| Zwarte             | Dźwięczne    | b [b] ბ    |                | d [d] დ   |             |              | g [ɡ] გ            |            |           |
| Zwarte             | Przydechowe  | p [pʰ] ფ   |                | t [tʰ] თ  |             |              | k [kʰ] ქ           |            |           |
| Zwarte             | Ejektywne    | p̌ [pʼ] პ   |                | ţ [tʼ] ტ  |             |              | ǩ [kʼ] კ           | qʼ [qʼ] ყ  | ɔ [ʔ] ჸ   |
| Zwarto-szczelinowe | Dźwięczne    |            |                | ž [d͡z] ძ  | dj [d͡ʒ] ჯ   |              |                    |            |           |
| Zwarto-szczelinowe | Przydechowe  |            |                | ʒ [t͡sʰ] ც | ç [t͡ʃʰ] ჩ   |              |                    |            |           |
| Zwarto-szczelinowe | Ejektywne    |            |                | ǯ [t͡sʼ] წ | č [t͡ʃʼ] ჭ   |              |                    |            |           |
| Szczelinowe        | Dźwięczne    |            | v [v] ვ        | z [z] ზ   | j [ʒ] ჟ     |              | ɣ [ɣ] ღ            | ɣ [ɣ] ღ    |           |
| Szczelinowe        | Bezdźwięczne |            |                | s [s] ს   | ş [ʃ] შ     |              | x [x] ხ            | x [x] ხ    | h [h] ჰ   |
| Drżąca             | Drżąca       |            |                | r [r] რ   |             |              |                    |            |           |
| Aproksymanty       | Aproksymanty |            |                | l [l] ლ   |             | y [j] ჲ      |                    |            |           |

### Procesy fonetyczne

#### Redukcja samogłosek
Niektóre pary samogłosek redukują się do pojedynczych samogłosek:
- ae i ai → ee → e
- ao, oa i oo → aa → a
- ou → uu → u

W dialekcie zugdidi-samurzaqanskim samogłoski i oraz u również często redukują się do ə.

#### Przedspółgłoskowa zmiana welarnego g
Przed spółgłoskami g → r.

#### Zmiana artykulacji języczkowego q'
W pozycjach przedwokalicznych i interwokalicznych na początku wyrazu q' → ʔ. Przed spółgłoską w, q' → ɣ/ǩ.

#### Regresywna asymilacja spółgłosek
Typowe rodzaje to:
- udźwięcznienie spółgłosek bezdźwięcznych przed spółgłoskami dźwięcznymi.
- ubezdźwięcznienie spółgłosek dźwięcznych przed spółgłoskami bezdźwięcznymi.
- glottalizacja spółgłosek przed spółgłoskami glottalizowanymi i przed zwarciem krtaniowym.

## Alfabet
Megrelski jest zapisywany pismem mchedruli.
| Mchedruli | Transliteracja | IPA |
| --------- | -------------- | --- |
| ა         | a              | ɑ   |
| ბ         | b              | b   |
| გ         | g              | ɡ   |
| დ         | d              | d   |
| ე         | e              | ɛ   |
| ვ         | w              | v   |
| ზ         | z              | z   |
| თ         | t              | t   |
| ი         | i              | i   |
| კ         | ǩ              | kʼ  |
| ლ         | l              | l   |
| მ         | m              | m   |
| ნ         | n              | n   |
| ჲ         | y              | j   |
| ო         | o              | ɔ   |
| პ         | p̌              | pʼ  |
| ჟ         | ż              | ʒ   |
| რ         | r              | r   |
| ს         | s              | s   |
| ტ         | t‌̌              | tʼ  |
| უ         | u              | u   |
| ჷ         | ƨ              | ə   |
| ფ         | p              | p   |
| ქ         | k              | k   |
| ღ         | ǧ              | ɣ   |
| ყ         | q              | qʼ  |
| ჸ         | ɣ              | ʔ   |
| შ         | ş              | ʃ   |
| ჩ         | ç              | t͡ʃ  |
| ც         | ts             | t͡s  |
| ძ         | dz             | d͡z  |
| წ         | ʒ / tz         | t͡sʼ |
| ჭ         | ç̌              | t͡ʃʼ |
| ხ         | x              | x   |
| ჯ         | dż             | d͡ʒ  |
| ჰ         | ch             | h   |

## Dialekty
Główne regiony i miasta, w których używa się odrębnych dialektów i subdialektów języka megrelskiego to:
- Dialekt Zugdidi-Samurzakano lub północno-zachodni
  - Dżwari
- Dialekt Senaki lub południowo-wschodni
  - Martwili-Bandza
  - Abasza